# Okręg Auxerre
Okręg Auxerre (fr. Arrondissement d'Auxerre) – okręg we wschodniej Francji. Populacja wynosi 179 tysięcy.

## Podział administracyjny
W skład okręgu wchodzą następujące kantony:
- Aillant-sur-Tholon,
- Auxerre-Est,
- Auxerre-Nord,
- Auxerre-Nord-Ouest,
- Auxerre-Sud,
- Auxerre-Sud-Ouest,
- Bléneau,
- Brienon-sur-Armançon,
- Chablis,
- Charny,
- Coulanges-la-Vineuse,
- Coulanges-sur-Yonne,
- Courson-les-Carrières,
- Joigny,
- Ligny-le-Châtel,
- Migennes,
- Saint-Fargeau,
- Saint-Florentin,
- Saint-Sauveur-en-Puisaye,
- Seignelay,
- Toucy,
- Vermenton.